# Лобжанка
Лобжанка — річка в Білорусі у Климовицькому районі Могильовської області. Ліва притока річки Сож (басейн Дніпра).

## Опис
Довжина річки 54 км, похил річки 1,3 м/км, площа басейну водозбіру 489 км², середньорічний стік 3,1 м³/с. Формується притоками та безіменними струмками.

## Розташування
Бере початок на південній околиці села Недведь за 17 км на сході від центра міста Климовичі. Спочатку тече переважно на південний захід і біля села Родня повертає на північний захід. Далі тече через місто Климовичі і за 3 км на північно-західній стороні від села Рудня впадає у річку Сож, ліву притоку річки Дніпра.

## Основні притоки
- Праві: Грозивець, Ректа.
- Ліві: Соболівка, Перевалочна, Борівка, Калинка.